# Listă de megaloptere din România
Lista de megaloptere din România cuprinde doar 3 specii dintr-o singură familie.

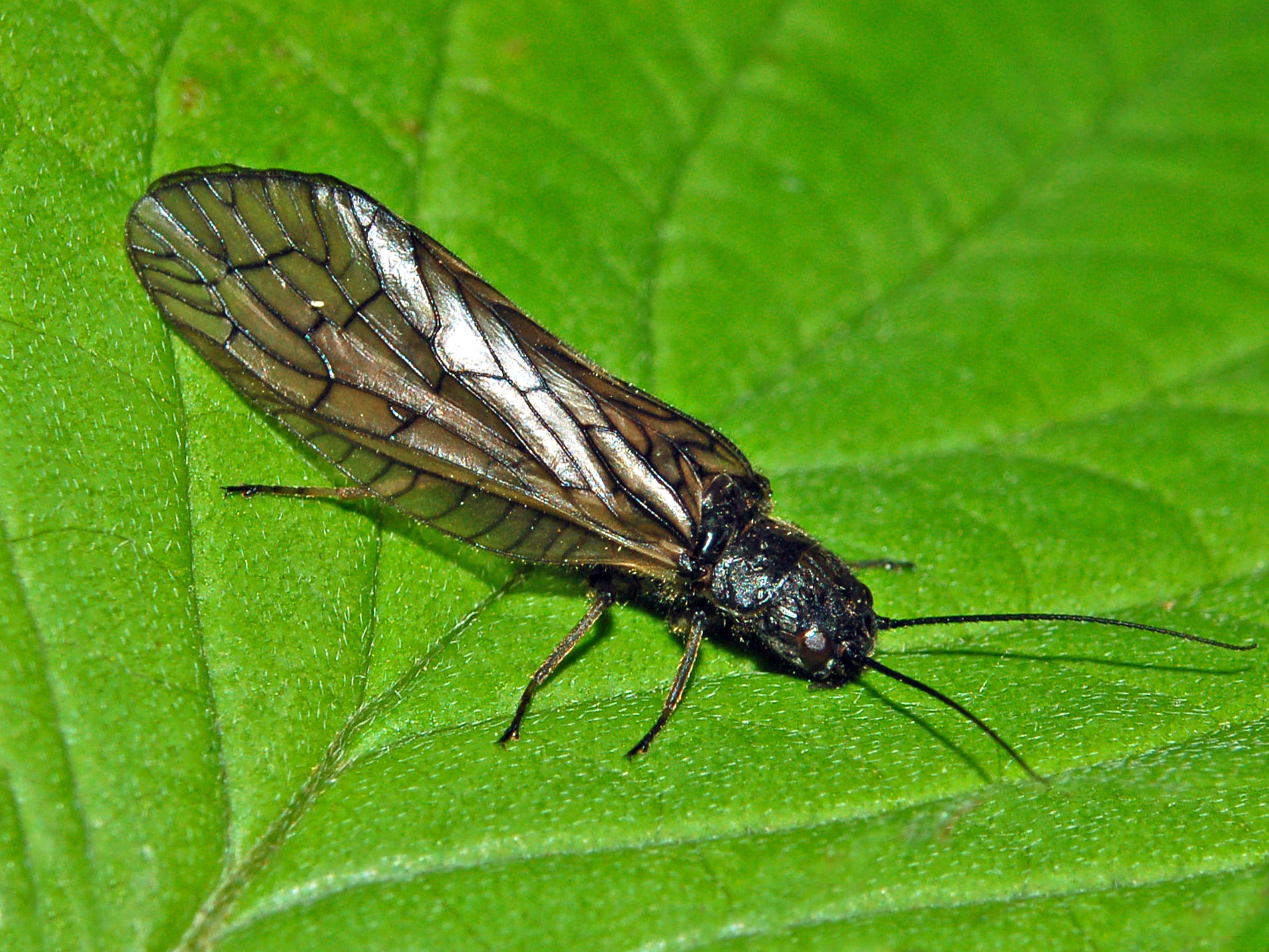
Sialis lutaria

## FamiliaSialidae
Genul Sialis 
- Sialis lutaria (Linnaeus, 1758)
- Sialis fuliginosa Pictet, 1836
- Sialis morio Klingstedt, 1932